# Gerhard Fittkau

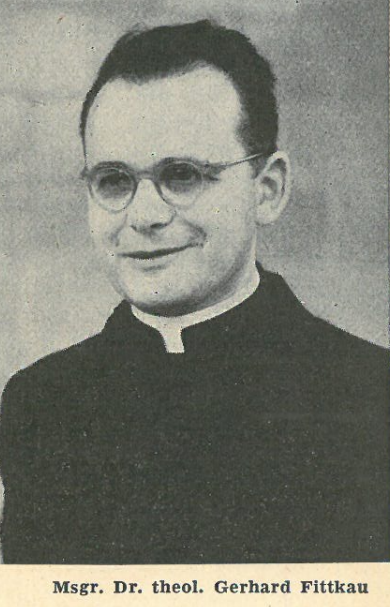
Gerhard Fittkau (1950)

Gerhard Fittkau (* 11. Mai 1912 in Tollnigk, Kreis Heilsberg (Ermland); † 6. März 2004 in Essen-Werden) war ein deutscher katholischer Theologe, Dogmatiker, Buchautor und Publizist.

## Jugend und Bildung
Gerhard Fittkau war der älteste Sohn des Dorflehrers Hugo Fittkau und hatte sieben Geschwister; ein jüngerer Brüder war Ernst Josef Fittkau (1927–2012). Er besuchte das Progymnasium in Rößel, absolvierte das Abitur mit der besten Note und studierte Christliche Theologie und Philosophie im Pontificium Collegium Germanicum et Hungaricum de Urbe in Rom, an der Universität Innsbruck, der Universität in Freiburg im Üechtland (Schweiz) und am Lyceum Hosianum in Braunsberg. Während des Studiums in Innsbruck wurde er im Jahr 1930 Mitglied im Verband der Wissenschaftlichen Katholischen Studentenvereine Unitas. Er war Ende 1933 in einer Heilanstalt in Arosa (Schweiz). Die Priesterweihe empfing er im März 1937 durch den Bischof von Ermland Maximilian Kaller in Frauenburg. Er betreute als Spiritual im Jahr 1939 das Karmelitinnenkloster in Pawelwitz-Wendelborn (heute Wrocław-Pawłowice) bei Breslau. Im Jahr 1944 absolvierte er ein Zusatzstudium in Breslau und promovierte an der Universität Breslau zum Doctor theologiae mit der Dissertation Der Begriff des Mysteriums bei Johannes Chrysostomos. Eine Auseinandersetzung mit dem Begriff Kultmysteriums in der Lehre des Odo Casels. Neben Deutsch, Kirchenlatein und Griechisch lernte er auch Französisch und Englisch.

## Leben und Wirken
Zuerst wirkte er als Bischofssekretär des Bischofs von Ermland Maximilian Kaller in Allenstein. Er wurde von der Gestapo in Frauenburg verhört und ihm wurde wegen der Veröffentlichung und Vervielfältigung von Hirtenbriefen die Schreibmaschine konfisziert. Nach mehreren Verhören durch die Gestapo in Königsberg wurde er aus dem Ermland als Staatsfeind ausgewiesen. Er fand 1939 Zuflucht im Karmelitinnenkloster in Pawelwitz-Wandelborn bei Breslau und war dort als Hausgeistlicher tätig.
Am 8. September 1944 wurde er zum Pfarrer der Mariä-Empfängnis-Kirche in Süssenberg (heute polnisch Jarandowo) im Kreis Heilsberg bestellt. Nach dem Rückzug der Wehrmacht kam am 3. Februar 1945 die Rote Armee, dann die NKWD-Miliz in das Dorf.

### Verschleppung 1945
Als Folge der Ostpreußischen Offensive wurde Ermland im Frühjahr 1945 von der Roten Armee eingenommen und in Süssenberg eine Kommandantur eingeführt. Gerhard Fittkau wurde mit anderen Gefangenen registriert, für zwei Wochen in den Kellern in Heilsberg eingesperrt und von NKWD-Kommissaren verhört. Einige Tage später wurden sie auf Lastwagen verladen und in das Strafgefängnis in Bartenstein transportiert, danach in das Gebäude der Strafanstalt in Insterburg.
Am 6. März 1945 ging es mit der Eisenbahn in einem Viehwaggon gen Osten durch Wilna, Minsk, Smolensk, Moskau, Gorki, Kotlas in ein Lager Kolonne sieben an den Flüssen Ischma und Petschora in der Taiga. Mit der Erlaubnis des Politruks Hellwig und mit dem mitgenommenen Schott (Messbuch) organisierte Gerhard Fittkau am 1. April 1945 eine Osterandacht für die Verschleppten in der Lagerbaracke.
Am 25. Mai 1945 wurde er in das Genesungslager Workuta hinter dem nördlichen Polarkreis verlegt. Der Pellagra und Entkräftigung wegen wurde er Mitte August 1945 aus dem Lager Workuta entlassen. Mit einem Güterzug durch die Ischmabrücke, Kotlas, Gorki, Moskau, Orscha, Minsk, Brest und den Süden der Volksrepublik Polen kam er nach 28 Tagen in Frankfurt an der Oder in der Sowjetischen Besatzungszone an.

### Deutschland 1945–1948
Am 24. September 1945 ging es weiter nach Berlin-Köpenick in das Gertraudenhospital (Berlin) der ermländischen Katharinenschwestern. Seine Deportation, Erlebnisse und Erinnerungen 1944–1945 schrieb er, als Zeitzeuge, in dem autobiografischen Buch Mein 33. Jahr nieder. Das Buch erschien zuerst in fünf Auflagen in New York und wurde weltweit in zwölf Sprachen übersetzt und vielmals aufgelegt.
Am 7. Oktober 1945 stellte ihm der Kaplan Wolski den Brief seiner Mutter zu, die mit ihrem Ehemann nach der Flucht aus Ermland im Osnabrücker Land ankam. Einige Wochen später setzte er sich nachts auf einen leeren Kohlenzug, der in die Britische Besatzungszone rollte und begegnete seinen Eltern und Bischof Maximilian Kaller, dessen letzter Sekretär er seit Mitte 1946 und gleichzeitig Mitarbeiter im Päpstlichen Sonderamt für heimatvertriebene Deutsche wurde. Nach dem Tod Bischofs Kaller am 7. Juli 1947 in Frankfurt am Main verblieb Gerhard Fittkau in seiner Wohnung, um die notwendigen Nachlassangelegenheiten zu regeln. Anschließend übernahm er die Betreuung der Landsleute aus Ermland besonders der Mitglieder der Süssenberger Mariä-Geburt-Kirchengemeinde.
Im Herbst 1948 wurde er Generalsekretär des Bonifatiuswerks in Paderborn und im Februar 1949 reiste er als Direktor der American St. Boniface Society nach New York aus. Von dort aus organisierte er eine umfassende Diasporahilfe.

### Bundesrepublik Deutschland
Im Jahr 1953 wurde Gerhard Fittkau von Papst Pius XII. zum Päpstlichen Geheimkämmerer und im Jahr 1956 zum Päpstlichen Hausprälaten ernannt. Am 28. Dezember 1956 ernannte ihn der Kapitularvikar Arthur Kather zum Diözesankonsultor und zum Konsistorialrat mit dem Titel Domherr.
1960 kehrte er aus den Vereinigten Staaten zurück und siedelte sich im Bistum Essen an. Bischof Franz Hengsbach ernannte ihn 1961 zum Synodalexaminator und 1962 zum Professor für Dogmatik am neugegründeten Priesterseminar in Essen-Werden. Die Entpflichtung erfolgte zum 31. Oktober 1983. Im Jahr 1961 war Fittkau eines der Gründungsmitglieder des Rundfunkrats des Kurzwellensenders Deutsche Welle in Köln. Während des Zweiten Vatikanischen Konzils 1962–1965 in Rom war er als Leiter und Sprecher der deutschen Presseabteilung des Konzilpresseamtes im Einsatz.
In der Zeit 17. Juli bis 2. August 1976 unternahm Fittkau eine Reise in die Volksrepublik Polen, um mit der dortigen Bistumsverwaltung in Olsztyn, Warmia eine dauerhafte Verbindung aufzunehmen. Papst Johannes Paul II. ernannte ihn im Jahr 1982 zum Apostolischen Protonotar. Der polnische Erzbischof Edmund Piszcz berief Gerhard Fittkau am Pfingstfest 1989 als ersten deutschen Geistlichen zum Ehrendomherren an der polnischen Kathedrale Mariä Himmelfahrt und St. Andreas des Erzbistums Warmia in Frombork. Als Papst Johannes Paul II. im Sommer 1991 nach Olsztyn zu Besuch kam, war Fittkau als einer der Konzelebranten bei der feierlichen Papstmesse am 6. Juni dabei.
Er lebte bis zum Lebensende in Essen-Werden.
Fittkau starb 2004 im Alter von 91 Jahren. Die Familiengrabstätte befindet sich auf dem Kalker Friedhof in Köln-Merheim.

## Schriften (Auswahl)

### Monographien
- Der Begriff des Mysteriums bei Johannes Chrysostomos. Eine Auseinandersetzung mit dem Begriff des "Kultmysteriums" in der Lehre Odo Casels. (Promotionsschrift Breslau 1944). Peter Hanstein Verlag, Bonn 1953.
- Mein 33. Jahr. Kösel-Verlag, München 1957. (Zweite Auflage).
- My thirty-third year – A priest’s experience in a Russian work camp. Farrar, Straus and Cudahy, New York 1958.
- Mein dreiunddreißigstes Jahr. Wort und Werk, Köln-Müngersdorf 1978, ISBN 3-8050-0067-7.
  - Il mio trentatreesimo anno. Rizzoli, Milano 1959.
  - A decima quinta estação. Ed. Vozes, Petrópolis 1962.
  - A mis trienta y tres años. Editorial Planeta, Barcelona 1963.
  - Mój trzydziesty trzeci rok życia. Warmińskie Wydawnictwo Diecezjalne, Olsztyn 1994, ISBN 83-86503-08-4.
  - Moj trydcat’tretij god. Svitovyd, Kiev 1994.
  - Mij trydcjat’tretij rik. Volhyns’ka Oblasna Drukarija, Luc’k 2008.
- mit Egon von Petersdorff: Daemonen am Werk. Christiana-Verlag, Stein am Rhein 1982, ISBN 3-7171-0816-6.
- mit Aloysius Lemke (Hrsg.): Die Süßenberger Kirmes. 8. September Mariä Geburt anläßlich des 80. Geburtstags unseres Heimatpfarrers Prof. Dr. Gerhard Fittkau am 11. Mai 1992. Selbstverlag Lemke-Poschmann-Werr, Kevelaer 1992.
- mit Irmgard Fides Behrendt, Hermann Multhaupt: Zerrissen ist das Netz … und wir sind frei. Tänzerin in Ostpreußen – Ordensfrau in Brasilien. Bonifatius Druck Buch Verlag, Paderborn 1995, ISBN 3-87088-863-6.
- mit Bernhard Poschmann: Die Lehre von der Kirche, geschichtlich beleuchtet und dogmatisch dargelegt. Schmitt, Siegburg 2000, ISBN 3-87710-251-4.

### Aufsätze
- Bericht über die Amtsführung des verstorbenen päpstlichen Sonderbeauftragten Maximilian Kaller, Bischof von Ermland, über seine Wünsche an die Fuldaer Bischofskonferenz 1947. Brief vom 10. August 1947 an den Kardinal Joseph Frings.
- Excelsa fidelitas. Zum Gedächtnis des Diaspora-Bischofs Maximilian Kaller. Priester-Jahrheft des Bonifatiusvereins 1948, Paderborn 1948, S. 19–23.
- Zehn Jahre Katholische Aktion im Bistum Ermland 1929–1939. Ein Bericht aus dem Jahre 1939 von Gerhard Fittkau. Zeitschrift für die Geschichte und Altertumskunde Ermlands (ZGAE), Band 33, Münster 1969, S. 219–302.
- Noch einmal: Feldbischof Franz Justus Rarkowski. In: Kirchenzeitung für das Bistum Aachen. 2. Februar 1969, Nr. 5, 12/13.
- Zwei kritische Berichte über die 4. Plenarversammlung des „Pastoralkonzils der niederländischen Kirchenprovinz“ in Noordwijkerhout vom 9.–12. April 1969. Für die Übersetzung aus dem Niederländischen, die Anmerkungen und für die Herausgabe verantwortlich: Gerhard Fittkau, Essen-Werden 1969. In: Hubert van Dijk: Schein und Wirklichkeit.
- Stellungnahme junger Ordenleute. Zur Vorlage „Die Religiosen“ der 5. Plenarversammlung des niederländischen Pastoralkonzils in Noordwijkerhout (4.–7. Januar 1970). Tiergarten 21, 1970.
- Eine üble Sache. Stellungnahme von Prof. Dr. Gerhard Fittkau zu dem "Kommentar des Bisdom Roermond vom 5. Oktober 1971 zu seinem Artikel „Die Neue Kirche“ in der Sicht eines holländischen Bischofskandidaten, erschienen in der Beilage „Theologisches“ der „Offertenzeitung für die katholische Geistlichkeit“. Abensberg, Sept. 1971, S. 263–265.
- Kaller, Maximilian. In: Erwin Gatz (Hrsg.): Die Bischöfe der deutschsprachigen Länder 1785/1803 bis 1945. Ein biographisches Lexikon. Duncker & Humblot, Berlin 1983, ISBN 3-428-05447-4, S. 357–361.
- Verschleppung nach Rußland. In Herbert Reinoß (Hrsg.): Letzte Tage in Ostpreußen. Erinnerungen an Flucht und Vertreibung. Langen Müller Verlag, München 1986, ISBN 3-7844-1996-8, S. 277–279.